# Crematogaster agnetis
Crematogaster agnetis är en myrart som beskrevs av Auguste-Henri Forel 1892. Crematogaster agnetis ingår i släktet Crematogaster och familjen myror. Inga underarter finns listade i Catalogue of Life.

## Bildgalleri

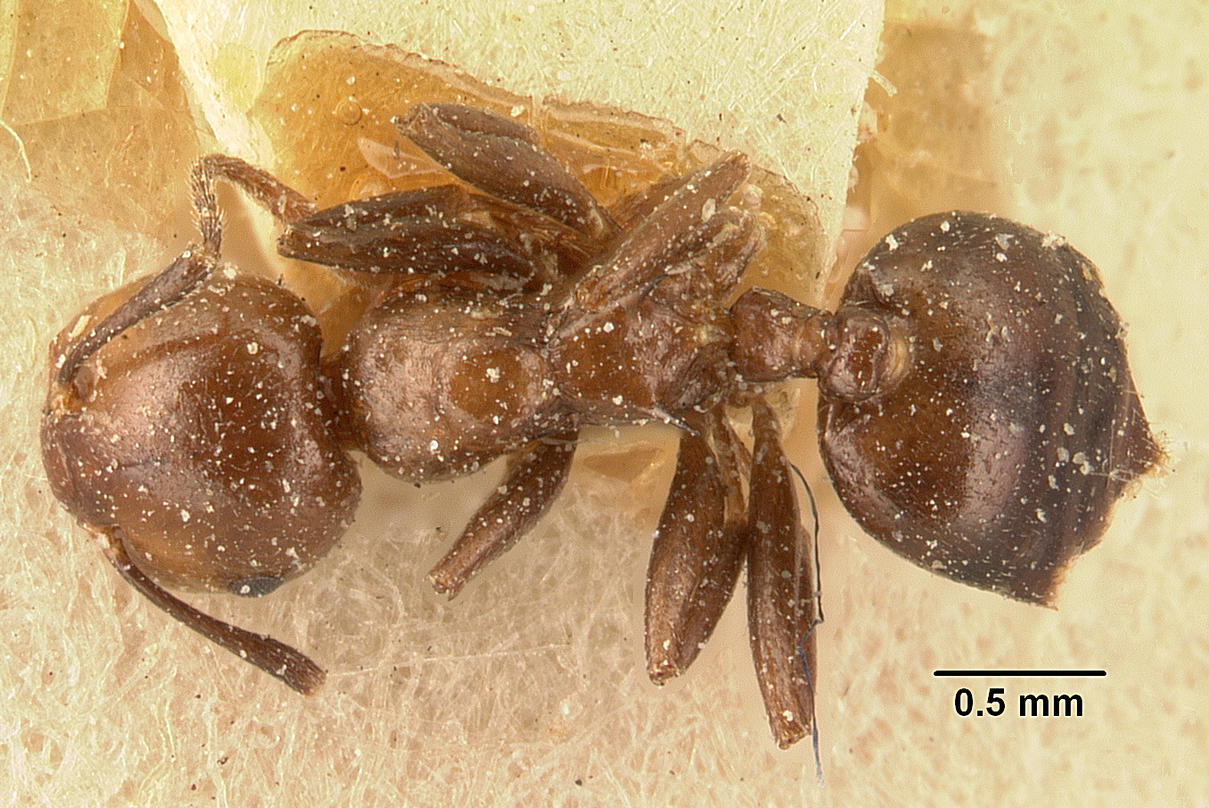
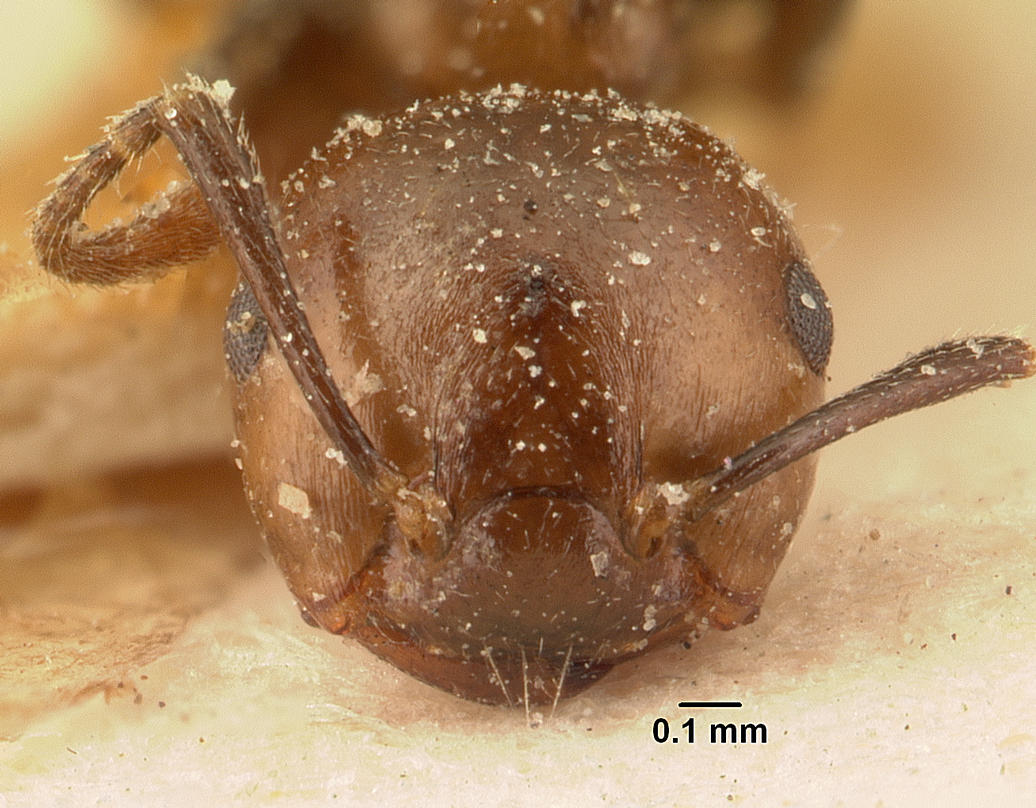
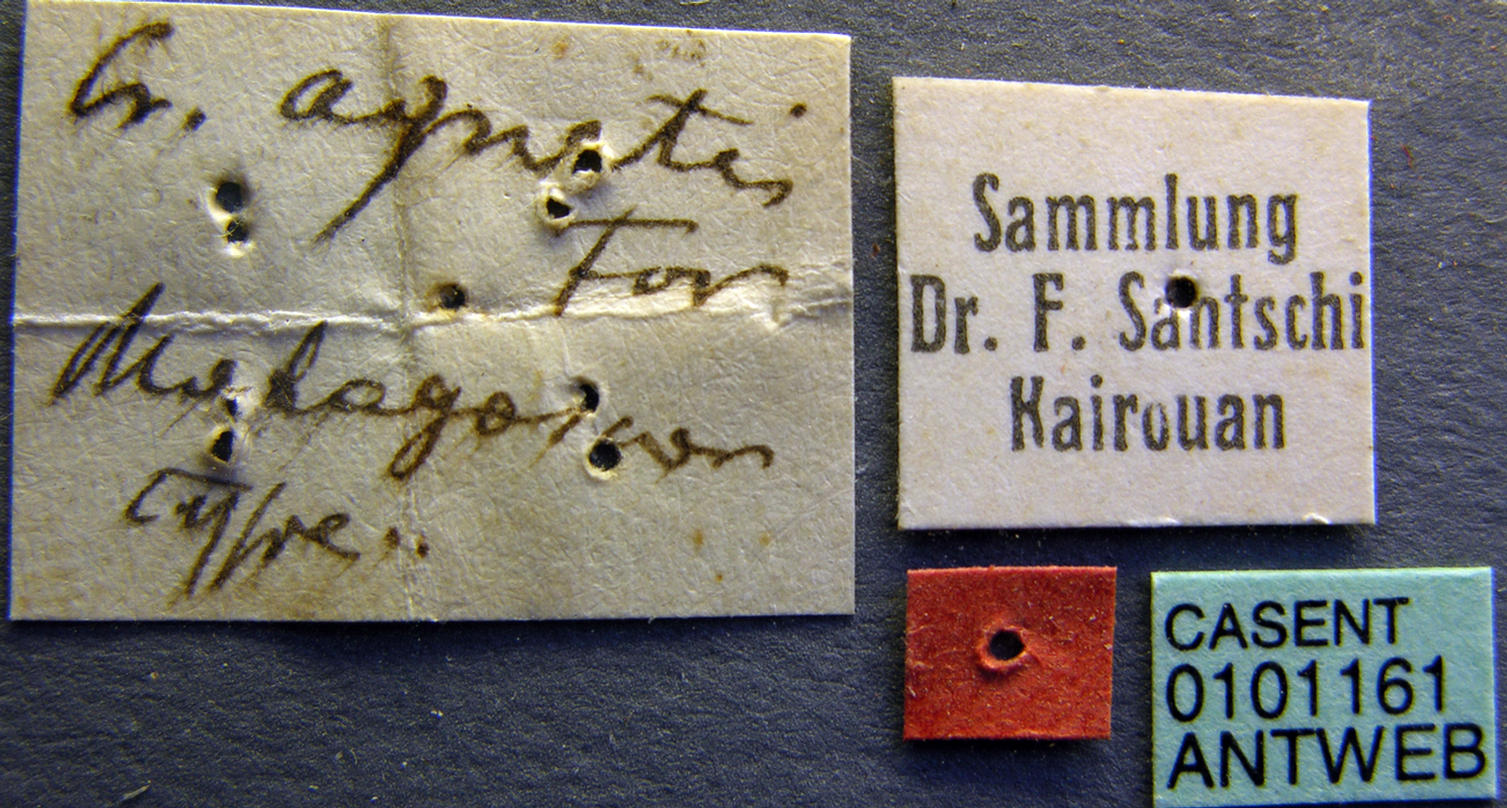
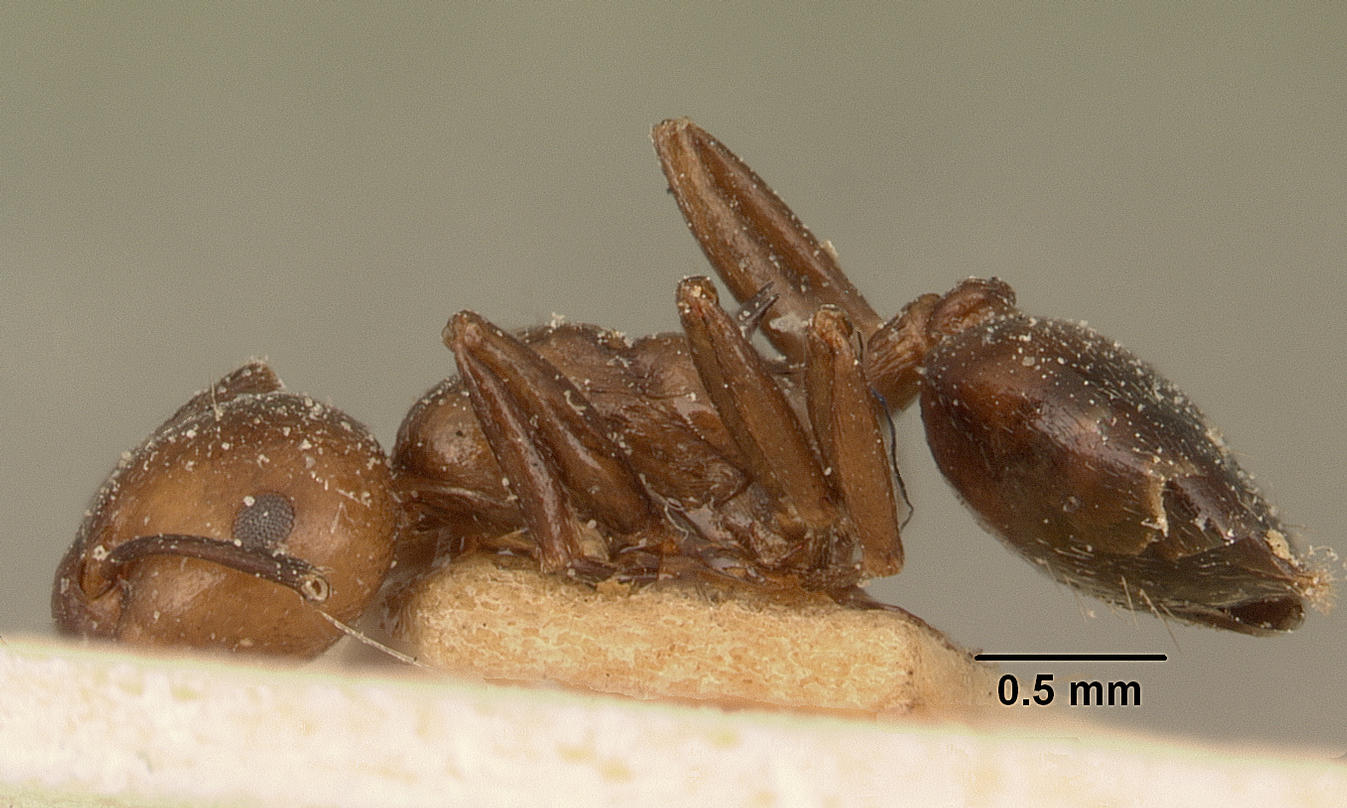
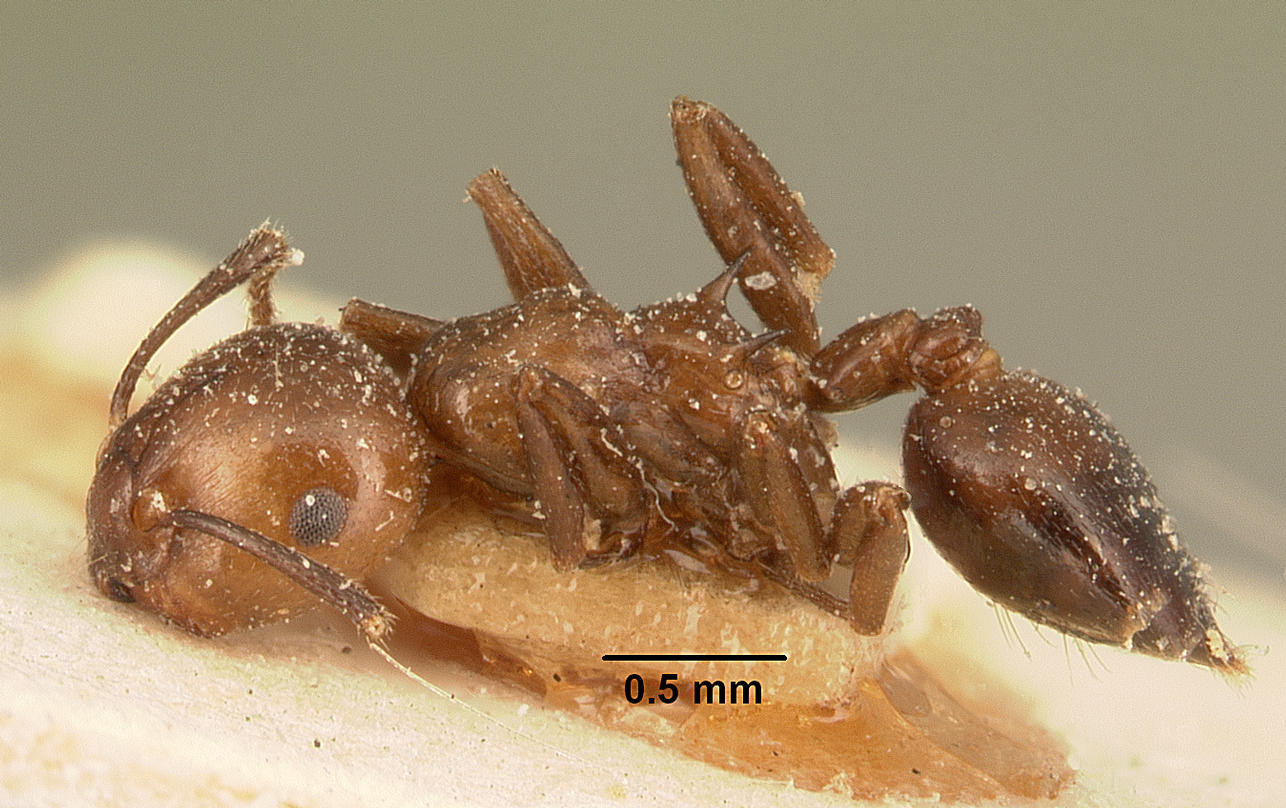
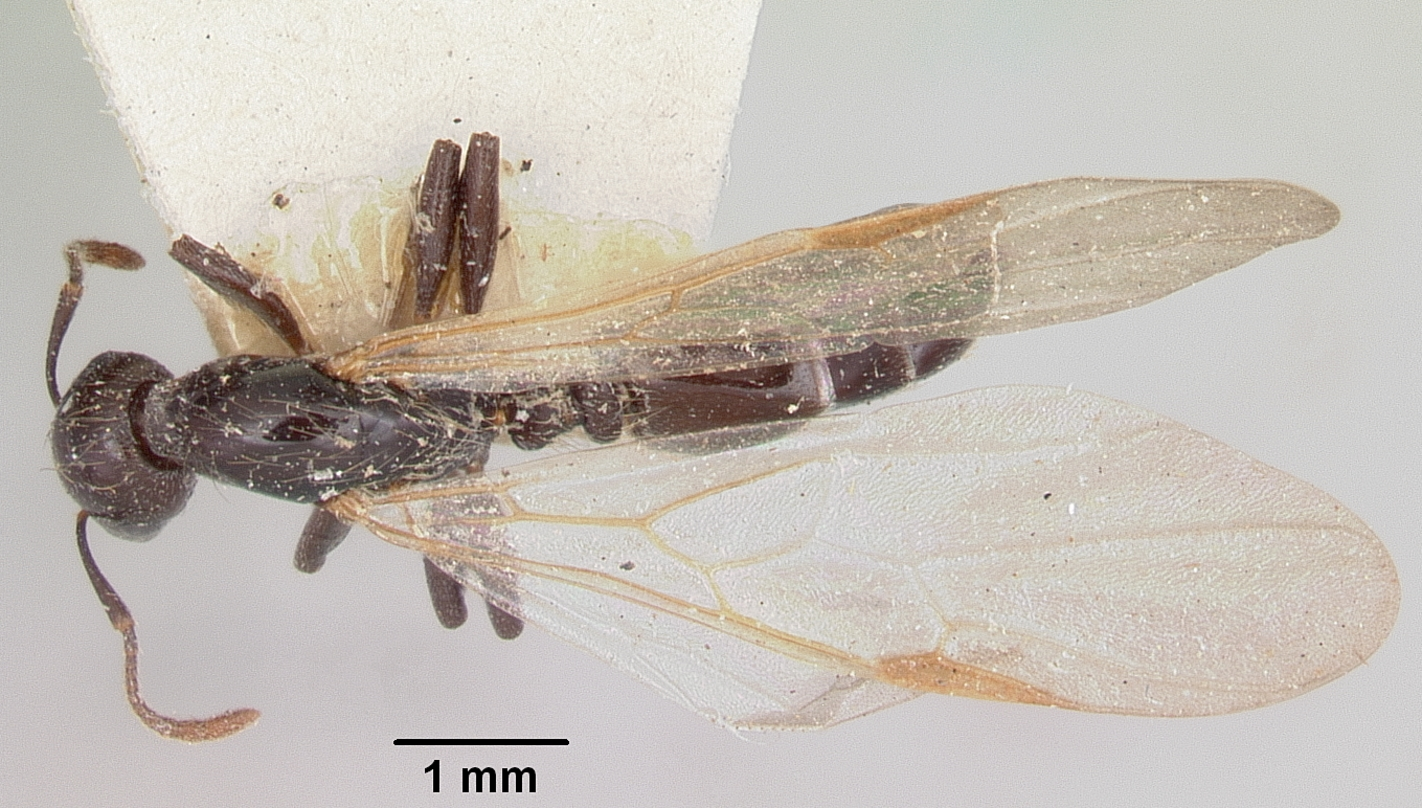